# Il signor Diavolo
Pour plus de détails, voir Fiche technique et Distribution.
Il signor Diavolo est un film italien réalisé par Pupi Avati, sorti en 2019.

## Synopsis
Rome, en 1952. Furio Momenté, un jeune fonctionnaire du ministère de la Justice, est envoyé à Venise pour suivre une affaire très délicate : Carlo Mongiorgi, 14 ans, a tué un garçon de son âge, Emilio Vestri Musy, en prétendant qu'il est en fait le diable. Ce procès pourrait s'avérer préjudiciable au gouvernement démocrate-chrétien, puisque le crime a été alimenté par la superstition religieuse et qu'un sacristain et une religieuse sont impliqués ; la mère d'Emilio, Clara, était également une fervente partisane des démocrates-chrétiens, mais après l'incident, elle est devenue une ennemie acharnée de l'église et du gouvernement. Furio a pour mission de mener une enquête parallèle et de trouver des preuves pour réfuter l'implication des prélats et étouffer l'affaire. Dans le train pour Venise, Furio lit les documents d'enquête, dans lesquels l'histoire du crime est racontée.
Un an plus tôt. Carlo, qui habite dans le lieu-dit de Lio Piccolo (it), est inséparable de son meilleur ami Paolino, avec qui il assiste au catéchisme du sacristain Gino. Ce dernier leur apprend à craindre le diable mais en même temps à le respecter, allant même jusqu'à l'appeler « Monsieur le Diable » (« Il signor Diavolo »). Le garçon, héritier d'une noble famille vénitienne, a une sombre réputation dans le village à cause d'une difformité : ses dents supérieures ressemblent à celles d'un cochon. On raconte que sa mère l'a conçu en s'accouplant avec un sanglier et que, enfant, il a mordu à mort sa sœur nouveau-née par jalousie. Un jour, Paolino fait sauter la lumière du vélo qu'Emilio apprend à conduire. Emilio est furieux et s'en prend à Paolino. Quelques jours plus tard, lors de la première communion des garçons, il se venge en faisant trébucher Paolino ce qui le fait piétiner l'hostie consacrée. Cela a conduit à l'interruption de la messe et à l'invalidation du sacrement. La honte de ce qui s'était passé rendit Paolino gravement malade et il mourut quelques jours plus tard.
Carlo se sent perdu sans Paolino. Alors, sur les instructions du sacristain, il s'adresse à Emilio qui lui révèle la méthode pour rétablir la présence de son ami mort : il devra donner une hostie consacrée à un cochon. Carlo joue le jeu et reçoit en fait des signes que le fantôme de Paolino est présent à côté de lui. Cet état de fair lui fait de plus en plus peur et il décide de tout raconter à ses parents. Ses parents se tournent vers leur cousine Dolores, une religieuse du couvent du village, qui leur suggère d'acheter le cochon, de le tuer puis de le brûler pour expier le sacrilège. C'est ce qu'ils font, mais sur le chemin du retour, le père de Carlo meurt, apparemment d'un coup de fusil tiré avec la même arme que celle qu'il a utilisée pour tuer le cochon. Se retrouvant seul, Carlo découvre qu'Emilio a observé toute la scène, caché dans l'obscurité, et l'accuse d'avoir tué le cochon. Carlo, utilisant la fronde de Paolino, le frappe avec une pierre et le tue.
Dans la déposition de Clara Vestri Musy, Furio lit une version différente des faits : la femme révèle que son fils souffrait d'épilepsie. Il avait été de ce fait soumis à des électrochocs et à diverses opérations, y compris l'exposition à des radiations, ce qui avaient provoqué sa déformation et des problèmes mentaux ; pour tenter de l'aider, elle et son mari avaient adopté une orpheline née prématurément, qui était néanmoins morte de causes naturelles et non des morsures d'Emilio. Elle rend la superstition populaire et le fanatisme religieux responsables de ce qui s'est passé. Elle accuse ouvertement le père Amedeo, un prêtre qui aurait soumis Emilio à un exorcisme, ainsi que Don Zanini, archiprêtre de Lio Piccolo, le sacristain Gino et Sœur Dolores, dont les rumeurs ont fait croire à Carlo qu'Emilio était le fils du diable.
Arrivé à Venise, Furio reçoit un mystérieux paquet contenant les canines coupées d'un cochon, et il entend les pleurs incessants d'un nouveau-né. En ville, il s'entretient avec le médecin qui a pratiqué l'autopsie d'Emilio, qui révèle qu'il y a eu des irrégularités et que le corps a été enterré avant qu'un examen approfondi ait pu être effectué. Il découvre également que le Père Zanini et Sœur Dolores sont morts. Il retrouve le père Amedeo, mais ce dernier reste ambigu et ne lui révèle pas s'il a effectivement pratiqué un exorcisme ou s'il pense lui-même que le crime est dû à une superstition. Enfin, Furio est approché par Clara : il lui suggère de retirer les accusations portées contre les personnes impliquées dans l'affaire ; sinon, il procédera à l'exhumation du corps d'Emilio afin qu'une autopsie en bonne et due forme puisse être réalisée. La femme semble conciliante, mais comme les enquêtes de Furio ont attiré l'attention sur lui-même et sur le ministère, il est relevé de ses fonctions et rappelé à Rome.
Furio est maintenant personnellement impliqué dans l'affaire, il se rend donc de son plein gré chez Lio Piccolo et poursuit son enquête pour blanchir le nom de Carlo. Au village, il est abordé par le sacristain Gino, qui lui apprend d'abord qu'à la mort d'Emilio, Clara avait demandé l'ablation de ses canines, qui sont probablement celles livrées à Furio. Ensuite, elle lui montre un document tenu caché, qui révèle que le corps déchiré de la petite sœur d'Emilio, malmenée par le garçon, a été laissé dans l'église. Si le corps est retrouvé, cela prouvera une fois pour toutes que l'histoire de Clara était fausse ; Gino confie alors qu'il a enterré le corps dans la crypte de l'église. Furio s'y rend et le trouve, et il s'avère qu'il n'a aucune trace de morsure apparente, preuve qu'Emilio n'est absolument pas impliqué dans la mort de sa petite sœur. Avant que Furio ne puisse sortir, Gino referme la trappe, l'enfermant à jamais. La dernière chose que Furio voit est Carlo, derrière le dos de Gino, souriant et montrant ses dents de porc.

## Fiche technique
- Titre original italien : Il signor Diavolo
- Réalisation : Pupi Avati
- Scénario : Tommaso Avati (it), Antonio Avati et Pupi Avati d'après le roman de ce dernier
- Photographie : Cesare Bastelli
- Montage : Ivan Zuccon
- Musique : Amedeo Tommasi
- Décors : Giuliano Pannuti (it)
- Production : Antonio Avati
- Sociétés de production : DueA Film, Rai Cinema
- Pays de production :  Italie
- Langue originale : italien
- Format : Couleurs - 1,78:1
- Durée : 86 minutes
- Genre : horreur, giallo
- Date de sortie :
  - Italie : 22 août 2019
  - Russie : 17 septembre 2020

## Distribution
- Gabriel Farnese : Furio Momenté
- Filippo Franchini : Carlo Mongiorgi
- Lorenzo Salvatori : Emilio Vestri Musy
- Chiara Caselli : Clara Vestri Musy, la mère d'Emilio
- Alessandro Haber : père Amedeo
- Gianni Cavina : Gino, le sacristain
- Massimo Bonetti : Juge Malchionda
- Iskra Menarini (it) : Sœur Dolores
- Chiara Sani (it) : la mère de Carlo
- Cesare Cremonini : père de Carlo
- Lino Capolicchio : don Dario Zanini
- Riccardo Claut : Paolino
- Eva Antonia Grimaldi : la mère de Paolino
- Andrea Roncato : Dr. Rubei
- Alberto Rossi (it) : sous-secrétaire
- Fabio Ferrari (it) : Alberto Collatina
- Ariel Serra : Liù Quinterno
- Ludovica Pedetta : infirmière Laura

## Thème
La fin révèle comment le mensonge peut socialement anéantir les individus : en effet, Emilio se révèle étranger à la mort de sa petite sœur dont on parle tant. C'est Gino le sacristain qui cachait le vrai mal en lui en alimentant les rumeurs sur le jeune Emilio et en orientant le naïf Carlo vers le mal. 

## Exploitation
La bande-annonce du film a été diffusée le 18 juin 2019. Il est sorti dans les salles de cinéma le 22 août suivant.
Lors de son premier week-end, le film s'est classé troisième au box-office italien, précédé de Fast and Furious: Hobbs and Shaw et du Roi Lion. Les recettes totales du film se sont élevées à 1 075 486 €. Avec 162 362 entrées, il est le 113e film de l'année toutes nationalités confondues et le 27e film italien.

### Accueil critique
Le film a été bien accueilli par la critique. Selon il Fatto Quotidiano, « c'est un film d'épouvante très pur, très sérieux et, qui plus est, réussi », tandis qu'il Giornale écrit qu'il s'agit « d'une œuvre raffinée au cadre rural et à l'atmosphère gothique, dans laquelle la terreur surgit d'une enquête sur la séduction du mal ». Selon l'hebdomadaire Famiglia Cristiana; « pour Pupi Avati, c'est un retour réussi à la partie la plus originale de sa cinématographie, celle de ses débuts et du sous-genre dont il est le génial fondateur, le gothique de la vallée du Pô ».

## Suite
Quelques jours avant la sortie du film, le réalisateur a fait part de son intention de réaliser une « saga maléfique » entière se déroulant dans les mêmes lieux.